# Dehou Zhen
Dehou Zhen (kinesiska: 德厚, 德厚镇) är en köping i Kina. Den ligger i provinsen Yunnan, i den sydvästra delen av landet, omkring 200 kilometer sydost om provinshuvudstaden Kunming. Antalet invånare är 33 125. Befolkningen består av 16 183 kvinnor och 16 942 män. Barn under 15 år utgör 26,0 %, vuxna 15-64 år 66 %, och äldre över 65 år 6,0 %.
Genomsnittlig årsnederbörd är 1 127 millimeter. Den regnigaste månaden är juli, med i genomsnitt 214 mm nederbörd, och den torraste är februari, med 17 mm nederbörd.